# یان مرویک
یان مرویک (چکی: Jan Mrvík; ۲۹ مارس ۱۹۳۹) قایقران روئینگ اهل چکسلواکی بود.
وی در مسابقات کشوری و بین‌المللی در مجموع برندهٔ ۲ مدال برنز شده‌است.